# Tesco-busz (Budapest, 2003–2008)
A budapesti Tesco-busz Újpest-Központ metróállomás és Dózsa György út metróállomás között járt, érintve a Váci úti Tesco áruházat. A vonalat a Budapesti Közlekedési Zrt. üzemeltette.

## Története
2003. május 22-én autóbuszjárat indult Újpest-Központ metróállomástól a Dózsa György út metróállomásig, útközben a Váci úti Tesco áruházat érintve.
2008. február 29-én járt utoljára, mert a Tesco áruház nem hosszabbította meg a szerződést.

## Útvonala
| Dózsa György út, metróállomás felé |
| Újpest-Központ vá. – István út – Petőfi Sándor utca – Kassai utca – Árpád út – Váci út – Tesco bekötőút – Tesco Váci út – Tesco bekötőút – Gács utca – Váci út – Vizafogó utca – Népfürdő utca – Dráva utca – Dózsa György út, metróállomás vá. |
| Újpest-Központ felé |
| Dózsa György út, metróállomás vá. – Váci út – Tesco bekötőút – Tesco Váci út – Tesco bekötőút – Gács utca – Váci út – Árpád út – Újpest-Központ vá.                                                                                             |

## Megállóhelyei
| 0  | Újpest-Központ végállomás                      | 17 | 20, 25A, 30, 96, 96A, 104, 120, 147, 170 12, 14 |
| 2  | Újpest-Központ                                 | ∫  | 20, 25A, 30, 96, 96A, 104, 120, 147, 170 12, 14 |
| 3  | Berzeviczy Gergely utca (↓) Temesvári utca (↑) | 15 | 96A, 104, 121                                   |
| ∫  | Árpád út                                       | 14 | 96, 104                                         |
| 8  | Tesco Váci út                                  | 10 | 105                                             |
| 12 | Gyöngyösi utca                                 | 7  | 105                                             |
| 13 | Fiastyúk utca                                  | 6  |                                                 |
| 17 | Népfürdő utca                                  | ∫  | 26, 106, 133 1, 1A                              |
| 18 | Sporttelep                                     | ∫  | 133                                             |
| 19 | Viza utca                                      | ∫  | 133                                             |
| 20 | Dráva utca                                     | ∫  | 133 79                                          |
| ∫  | Forgách utca                                   | 4  | 32, 133                                         |
| 23 | Dózsa György út, metróállomás végállomás       | 0  | 75, 79                                          |